# Diazotació
La diazotació (del prefix di-, separar, i azote, nitrogen en francès) és la reacció química pel que una amina aromàtica primària trenca la seva cadena cíclica per convertir-se en un compost de diazoni per l'acció de l'àcid nitrós.
Aquesta reacció, descoberta per Peter Griess l'any 1858, encara avui és l'únic procediment pràctic per a la preparació de les sals de diazoni. Fou la base dels tints sintètics i de diverses indústries químiques a Europa.
La diazotació és duta a terme a temperatura baixa (de 0° a 5 °C) per a evitar la formació de composts fenòlics, per despreniment de nitrogen, i en medi àcid per a evitar la formació de composts de diazoamino, per copulació amb l'amina encara lliure.
La reacció en general és simple i molt general. Substituts de tots tipus, com alquils, halògens, hidroxils, àcids sulfònics, poden presentar-se en qualsevol posició del compost.